# Dodécaèdre tronqué augmenté
Pour les articles homonymes, voir J68.
Le dodécaèdre tronqué augmenté est un polyèdre faisant partie des solides de Johnson (J68). Comme le nom l'indique, il peut être construit en augmentant un dodécaèdre tronqué sur une face décagonales par une coupole décagonale  (J5).  
Les 92 solides de Johnson ont été nommés et décrits par Norman Johnson en 1966.